# Síndrome coronària aguda
La síndrome coronària aguda (SCA) és una síndrome a causa de la disminució del flux sanguini a les artèries coronàries, de manera que una part del múscul cardíac no pot funcionar correctament o mor. El símptoma més comú és el dolor al pit, sovint irradiant cap a l'espatlla esquerra o un angle de la mandíbula, opressiu, central i associat a nàusees i sudoració. Moltes persones amb síndromes coronàries agudes presenten símptomes diferents del dolor de tòrax, en particular, dones, pacients grans i pacients amb diabetis mellitus.
La síndrome coronària aguda s'associa sovint a tres manifestacions clíniques, anomenades segons l'aparició de l'electrocardiograma (ECG):
- Amb elevació de l'ST (SCAAEST o SCAEST) que de confirmar-se una necrosi del múscul es parlarà d'Infart de miocardi amb elevació de l'ST (IAMAEST o IAMEST),
- Sense elevació de l'ST (SCASEST) que de confirmar-se una necrosi constituirà un infart de miocardi sense elevació de l'ST (IAMSEST),
- Angina inestable.[5]

L'SCA s'ha de distingir de l'angina estable, que es desenvolupa durant l'activitat física o l'estrès i es resol en repòs. En contraposició amb l'angina estable, l'angina inestable es produeix de manera sobtada, sovint en repòs o amb un esforç mínim, o amb menor grau d'esforç que l'angina anterior de l'individu (“angina crescendo”). L'angina de nou origen també es considera angina inestable, ja que suggereix un nou problema en una artèria coronària.